# Les Baux-de-Breteuil

Les Baux-de-Breteuil este o comună în departamentul Eure, Franța. În 1 ianuarie 2022 avea o populație de 686 de locuitori.